# مريم جمعة فرج
مريم جمعة فرج (1956م ـ 2019م) هي كاتبة قصة قصيرة وباحثة إماراتية الجنسية. نشرت مجلدين من القصص القصيرة، بدءا من (الفيروز) في عام 1988 واستمرت في عام 1994 مع (ماء). العديد من قصصها تدور حول حياة العمال المغتربين الهنود في الإمارات العربية المتحدة و واهتماماتهم. بعض أعمالها كانت مطعمة باللغة الإنجليزية. وهي تعد من رائدات فن القصة القصيرة في الإمارات، بالإضافة إلى كونها أول من تخصص بفن الترجمة.

## التعليم
اكملت مريم دراستها الثانوية في دبي ، والدراسة الجامعية في بغداد ، والدراسات العليا في لندن بالمملكة المتحدة. حاصلة على البكالوريوس في الأدب الإنجليزي عام 1980

## حياتها ومشوارها الأدبي
بدأت علاقة مريم بالكتابة منذ مرحلة الدراسة الثانوية فبدأت أولا بكتابة الشعر وقد نشرت لها بعض القصائد في بعض المجلات في مقتبل عمرها ولكنه كان مجرد محطة عابرة لتتجه بعد ذلك إلى القصة القصيرة، وكانت مريم أبنة بيئتها ، وحرصت على التعبير عن المجتمع والحياة الواقعيةالمعاصرة، وحمل اسلوبها السردي حسًا شعريًا واضحًا، نظراً لأنها قد بدأت مشوارها الادبي كشاعرة ، قبل ان تنتقل بعد ذلك لكتابة القصة، إضافة إلى الحسّ الإنساني التأملي في كتاباتها، وابتعادها عن النمط التقليدي في الكتابة في فترة الستينات والسبعينات توقفت الأديبة مريم جمعة عن الكتابة الأدبية لمدة ست سنوات في الفترة ما قبل غام 2014م، وذلك بسبب مرض والدتها ثم وفاتها.

## المؤلفات
| العنوان                                                                 | التاريخ | دار النشر                             | ردمك                       | المصدر        | ملاحظات |
| ----------------------------------------------------------------------- | ------- | ------------------------------------- | -------------------------- | ------------- | --- |
| النشيد: قصص من الإمارات                                                 | 1987م   | المجلس الثقافي للبنان الجنوبي- بيروت  |                            | .             | تاليف مشترك مع أمينة عبدالله بوشهاب، و سلمى مطر سيف |
| فيروز (قصص)                                                             | 1988م   | أتحاد كتاب وادباء الإمارات            |                            |               | تضمنت ست عشرة قصة قصيرة |
| ماء (مجموعة قصصية)                                                      | 1994م   | دار الجديد - بيروت                    |                            |               | الطبعة الأولى |
| إمراة أستثنائية: تجارب من الابداع النسائي العالمي                       | 2003م   | دائرة الثقافة والاعلام- الشارقة       | 994804198-4                | [ 1 ]         | يحتوي على ترجماتها وتعليقاتها على تجارب من الإبداع النسائي العالمي، |
| الغوص على اللؤلؤ: الغوص نظام إقتصادي ، إجتماعي ، ثقافي: الإمارات نموذجاً | 2014م   | مركز حمدان بن محمد لإحياء التراث- دبي | ( ردمك ISBN 9789948225942) | [ 5 ] [ 10 ]  | رابط الكتاب كتبته بطريقة تتيحه للشخص المتعلم والإنسان العادي، كانت مريم تعتبر الغوص من مصادر الدخل القومي، ما دل على عمق نظرتها العلمية                                                 |
| ماء (محموعة قصصية)                                                      | 2014م   | دار ورق للنشر والتوزيع - دبي          | ( ردمك ISBN 9789948205692) | [ 5 ]         | طبعة ثانية |
| الحكاية الشعبية في دولة الإمارات: مقاربة بين المحلية والعالمية          | 2015م   | مركز حمدان بن محمد لإحياء التراث- دبي | ( ردمك ISBN 9789948188865) | [ 12 ] [ 13 ] | رابط الكتاب ركزت فيه على المرويات الشفهية وما يخص مجتمعها المحلي وموروثها الشعبي، لتقدم أيضاً مقارنة بين المحلية والعالمية، مبينة أن هذه الحكايات لها ما يشابهها في السعودية وفي هولندا. |

وقد أكد العديد من المثقفين ان كتابات الكاتبة الإماراتية الراحلة مريم جمعة فرج لم تحظ بدراسات نقدية كافية، فتعدد مجالات الابداع التي قدمتها ، وما اتسمت به كتاباتها من سمات مميزة مما جعلها من رائدات القصة في الإمارات.

## صدر عنها
| عنوان الكتاب                                | المؤلف        | التاريخ | دار النشر                          | المصدر | ملاحظات                                              |
| ------------------------------------------- | ------------- | ------- | ---------------------------------- | ------ | ---------------------------------------------------- |
| مريم جمعة فرج: قصة غافة إماراتية 1956 -2019 | مؤيد الشيباني | 2021    | مؤسسة سلطان بن على العويس الثقافية | [ 1 ]  |                                                      |
| مريم جمعة فرج: سدرة السرد الإماراتي         | حمد بن صراي   | 2021    | مداد للنشر والتوزيع                | [ 1 ]  |                                                      |
| مريم جمعة فرج: أيقونة القصة القصيرة         |               |         | دار نبطي                           |        | صدر الكتاب بالتعاون مع مجموعة أبوظبي للثقافة والفنون |

كما كتب عنها وعن مشوارها الأدبي العديد من المقالات من قبل الكتاب والمثقفين والشعراء والتي نذكر منها: " مريم جمعة فرج صحفية..نبل القلم ونقاء السريرة..نثارة الخير وبذارة التميز" لرفعت أبو عساف، "أخت الحقيقة والحرف" للشاعر إبراهيم الهاشمي، "مريم: الرمز والمرحلة"للكاتب حارب الظاهري، "مريم جمعة فرج..سيرة فنية أدبية" للناقد والكاتب عبدالفتاح صبري، "مريم جمعة فرج..رائدة غن القصة القصيرة" للكاتب محسن سليمان.

## وفاتها
في يوم الأثنين الموافق 2 ديسمبر لسنة 2019م، اعلن أمين عام جمعبة المسرحيين الإماراتيين الممثل حبيب غلوم وفاة الكاتبة والأديبة الإماراتية مريم جمعة فرج بعد صراع مغ المرض، ونعى غلوم عبر حسابه الشخصي على مواقع التواصل الاجتماعي "تويتر" وفاة الكاتبة الإماراتية حيث كتب قائلاً: "الزميلة الأديبة مريم جمعة فرج في ذمة الله بعد صراع طويل مع المرض". وتوفيت الأديبة عن عمر يناهز 63 عامًا.

## قالوا عنها
- "سدرة السرد في الإمارات"......الشاعر ناصر البكر الزعابي.
- " ايقونة القصة القصيرة في الإمارات"